# Camon (Somme)
Camon település Franciaországban, Somme megyében. Lakosainak száma 4387 fő (2022. január 1.). Camon Longueau, Allonville, Amiens, Bussy-lès-Daours, Glisy, Lamotte-Brebière, Querrieu és Rivery községekkel határos.

## Népesség
A település népességének változása:
| Lakosok száma | 4363 | 4449 | 4432 | 4424 | 4436 | 4441 | 4414 | 4387 |
|               | 2015 | 2016 | 2017 | 2018 | 2019 | 2020 | 2021 | 2022 |